# Fraubrunnen
Fraubrunnen – gmina (niem. Einwohnergemeinde) w Szwajcarii, w kantonie Berno, w regionie administracyjnym Bern-Mittelland, w okręgu Bern-Mittelland. 1 stycznia 2014 do gminy przyłączono gminy Büren zum Hof, Etzelkofen, Grafenried, Limpach, Mülchi, Schalunen i Zauggenried.
Gmina po raz pierwszy została wspomniana w dokumentach w 1267 roku jako Frouwenbrunnen.

## Demografia
We Fraubrunnen mieszka 5399 osób. W 2020 roku 7,5% populacji gminy stanowiły osoby urodzone poza Szwajcarią.
W 2000 roku 95,5% populacji mówiło w języku niemieckim, 0,8% w języku francuskim, a 0,6% w języku włoskim.

## Transport
Przez teren gminy przebiegają drogi główne nr 12 oraz nr 251.